# Українсько-сомалійські відносини
Українсько-сомалійські відносини — відносини між Україною та Республікою Сомалі.
Країни встановили дипломатичні відносини 11 квітня 2025 року. Права та інтереси громадян України в Сомалі захищає Посольство України в Кенії.
2022 року з України до Ефіопії та Сомалі в рамках гуманітарної ініціативи "Grain From Ukraine" доставили 110 тис. тонн зерна.